# Plaudren
Plaudren [plodʁɛ̃] est une commune française située dans le canton de Grand-Champ et le département du Morbihan, en région Bretagne.
Ses habitants s'appellent les Plaudrinois et Plaudrinoises.

## Géographie

### Situation
|            | Saint-Jean-Brévelay | Plumelec |
| Locqueltas | Plaudren            | Trédion  |
|            | Monterblanc         | Elven    |

La commune est traversée par trois rivières :
- l'Arz, qui prend sa source au sud du bourg, qui est un affluent de l'Oust, donc un sous-affluent de la Vilaine ;
- le Loc'h (ou rivière d'Auray), qui prend sa source à l'est du bourg ;
- la Claie, qui est aussi un affluent de l'Oust, donc un sous-affluent de la Vilaine.

### Hydrographie
Pour un article plus général, voir Réseau hydrographique du Morbihan.
La commune est située dans le bassin Loire-Bretagne. Elle est drainée par l'Auray, la Claie, l'Arz, le Kergolher, le Rodulboden, le ruisseau de Luhan et divers autres petits cours d'eau,.
L'Auray, d'une longueur de 56 km, prend sa source dans la commune  et se jette  dans la baie de Quiberon en limite de Locmariaquer et de Baden, après avoir traversé dix communes. 
La Claie, d'une longueur de 62 km, prend sa source dans la commune de Saint-Allouestre et se jette  dans le canal de Nantes à Brest à Saint-Congard, après avoir traversé 13 communes. 
L'Arz, d'une longueur de 66 km, prend sa source dans la commune  et se jette  dans l'Oust à Saint-Jean-la-Poterie, après avoir traversé 15 communes. 

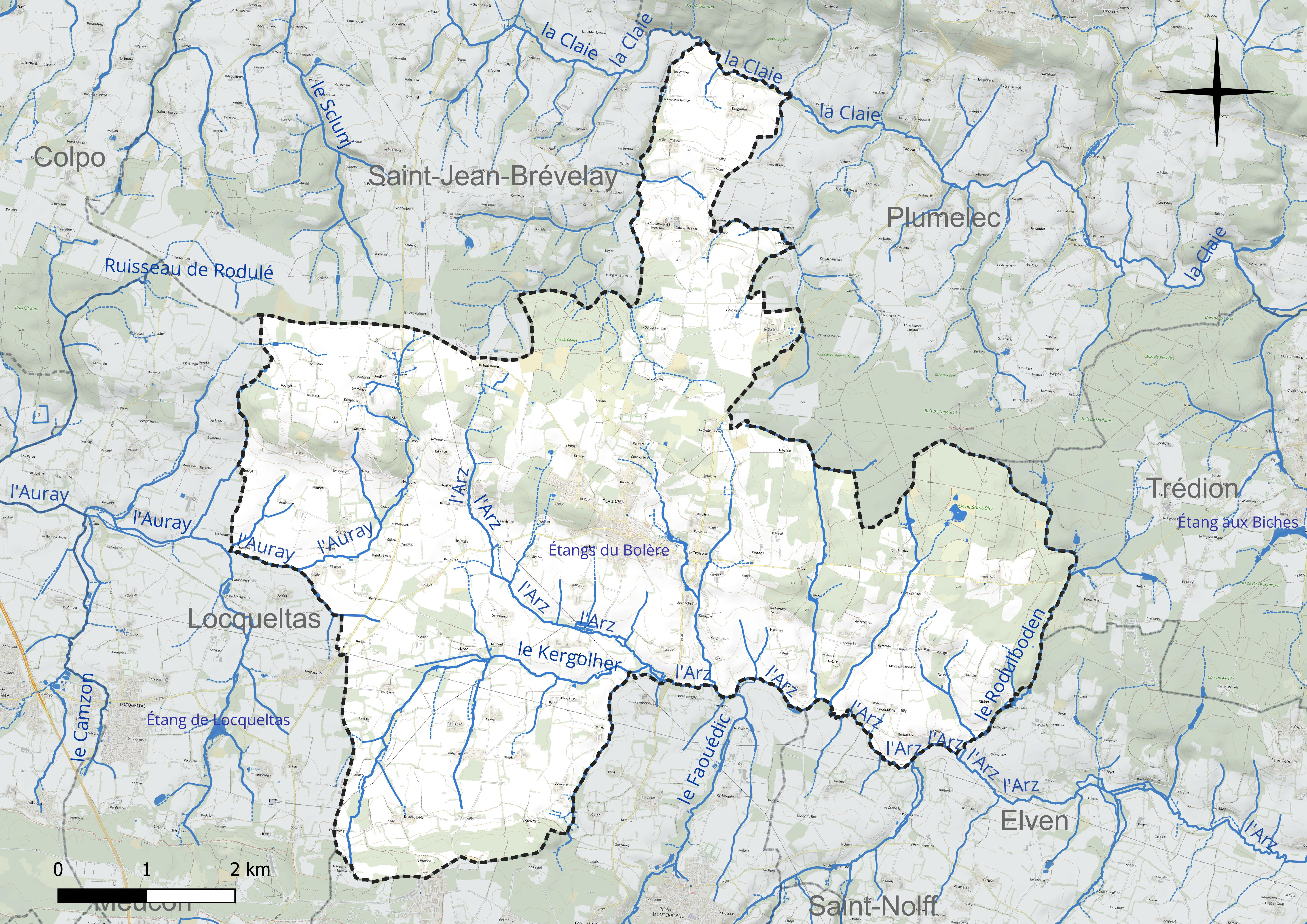
Réseau hydrographique de Plaudren.

Un plan d'eau complète le réseau hydrographique : les étangs du Bolère (0,42 ha),.

### Climat
Pour des articles plus généraux, voir Climat de la Bretagne et Climat du Morbihan.
En 2010, le climat de la commune est de type climat océanique franc, selon une étude du CNRS s'appuyant sur une série de données couvrant la période 1971-2000. En 2020, Météo-France publie une typologie des climats de la France métropolitaine dans laquelle la commune est exposée à un climat océanique et est dans la région climatique  Bretagne orientale et méridionale, Pays nantais, Vendée, caractérisée par une faible pluviométrie en été et une bonne insolation. Parallèlement l'observatoire de l'environnement en Bretagne publie en 2020 un zonage climatique de la région Bretagne, s'appuyant sur des données de Météo-France de 2009. La commune est, selon ce zonage, dans la zone « Intérieur », exposée à un climat médian, à dominante océanique.  
Pour la période 1971-2000, la température annuelle moyenne est de 11,5 °C, avec une amplitude thermique annuelle de 12,1 °C. Le cumul annuel moyen de précipitations est de 921 mm, avec 13,7 jours de précipitations en janvier et 6,9 jours en juillet. Pour la période 1991-2020, la température moyenne annuelle observée sur la station météorologique la plus proche, située sur la commune de Saint-Avé à 11 km à vol d'oiseau, est de 12,9 °C et le cumul annuel moyen de précipitations est de 1 034,4 mm,. Pour l'avenir, les paramètres climatiques de la commune estimés pour 2050 selon différents scénarios d'émission de gaz à effet de serre sont consultables sur un site dédié publié par Météo-France en novembre 2022.

## Urbanisme

### Typologie
Au 1er janvier 2024, Plaudren est catégorisée commune rurale à habitat dispersé, selon la nouvelle grille communale de densité à sept niveaux définie par l'Insee en 2022.
Elle est située hors unité urbaine. Par ailleurs la commune fait partie de l'aire d'attraction de Vannes, dont elle est une commune de la couronne,. Cette aire, qui regroupe 47 communes, est catégorisée dans les aires de 50 000 à moins de 200 000 habitants,.

### Occupation des sols

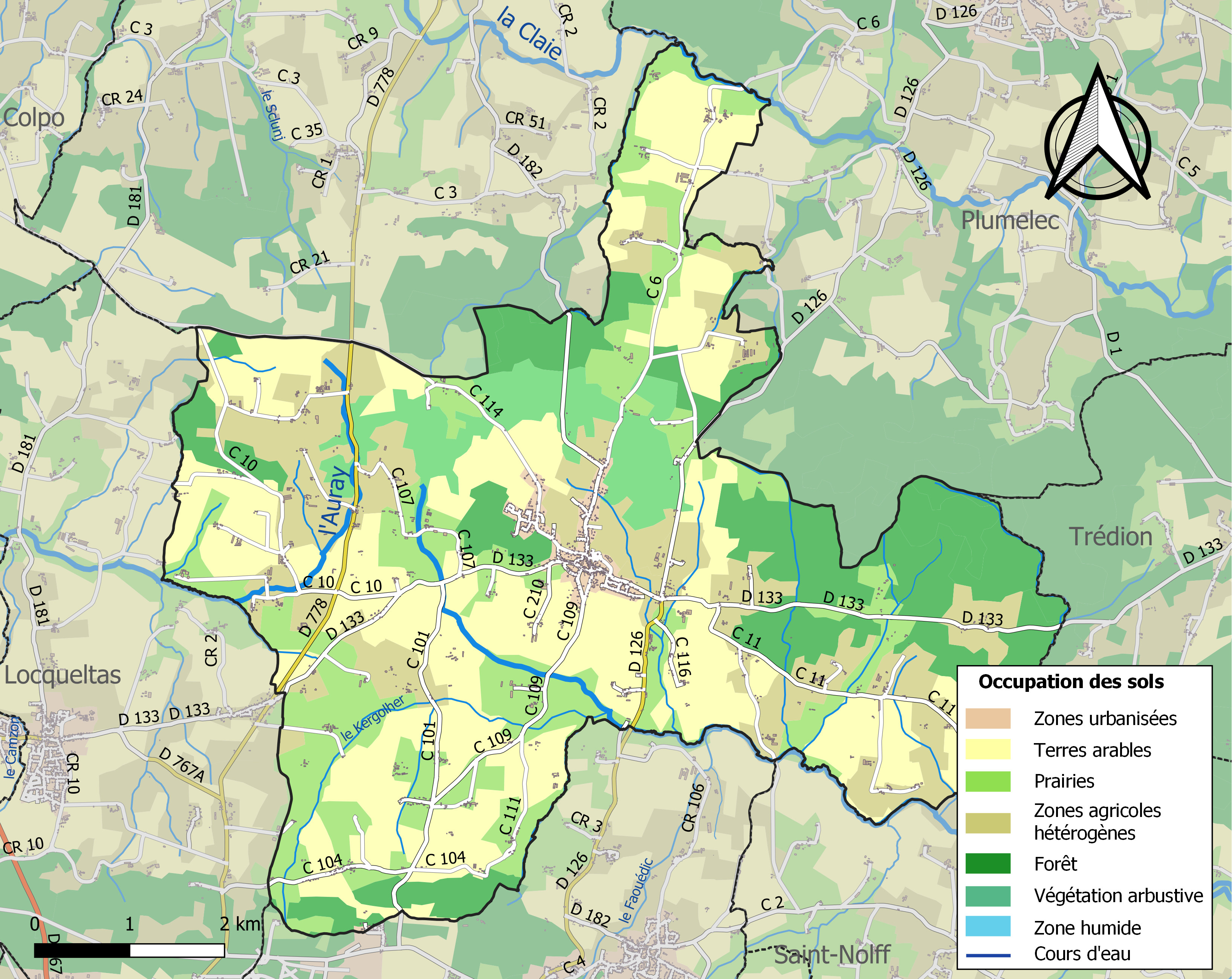
Carte des infrastructures et de l'occupation des sols de la commune en 2018 (CLC).

Le tableau ci-dessous présente l'occupation des sols de la commune en 2018, telle qu'elle ressort de la base de données européenne d’occupation biophysique des sols Corine Land Cover (CLC).
| Type d’occupation                                                                   | Pourcentage | Superficie (en hectares) |
| ----------------------------------------------------------------------------------- | ----------- | ------------------------ |
| Tissu urbain discontinu                                                             | 1,7 %       | 69                       |
| Zones industrielles ou commerciales et installations publiques                      | 0,02 %      | 1                        |
| Terres arables hors périmètres d'irrigation                                         | 34,5 %      | 1416                     |
| Prairies et autres surfaces toujours en herbe                                       | 20,0 %      | 820                      |
| Systèmes culturaux et parcellaires complexes                                        | 16,5 %      | 678                      |
| Surfaces essentiellement agricoles interrompues par des espaces naturels importants | 2,4 %       | 97                       |
| Forêts de feuillus                                                                  | 3,5 %       | 142                      |
| Forêts de conifères                                                                 | 3,5 %       | 144                      |
| Forêts mélangées                                                                    | 11,7 %      | 480                      |
| Forêt et végétation arbustive en mutation                                           | 6,4 %       | 263                      |
| Source : Corine Land Cover                                                          |             |                          |

## Toponymie

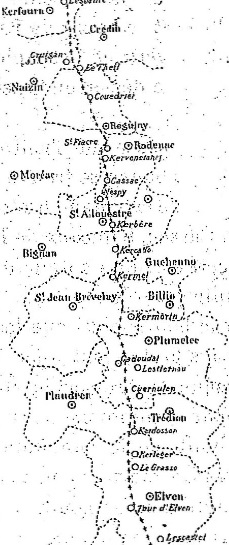
Carte de la limite lingustique entre les langues bretonne et gallèse en 1886 (par Paul Sébillot).

Attestée sous la forme Ploe audren ou Ploeaudren en 1391.
Ce toponyme comprend Ploe (paroisse primitive) et audren (Aodren en breton), chef des Bretons armoricains au Ve siècle,.

## Histoire

### LeXVIIIesiècle
Le 30 mai 1795, pendant la Chouannerie, les républicains s'emparent du camp de Saint-Bily, après un combat contre les chouans.

### LeXIXesiècle
De nombreux habitants de Plumelec, Plaudren, Saint-Jean-Brévelay, etc.. participèrent à la manifestation légitimiste du 29 septembre 1889 à Sainte-Anne-d'Auray.

### LeXXesiècle

#### La Première Guerre mondiale
Le monument aux morts de Plaudren porte les noms de 95 soldats morts pour la France pendant la Première Guerre mondiale.

#### L'Entre-deux-guerres
L'abbé Bruchec fonde en 1935 la section football du patronage local et choisit de l'appeler « Rah-Koëd Plaudren football » (Rah-Koëd, littéralement « chat des bois » en breton vannetais, c'est-à-dire « écureuil »), probablement parce que ces animaux étaient alors nombreux dans cette région boisée. Sculpté, un écureuil en bois se trouve d'ailleurs au milieu d'un rond-point au cœur du bourg.

#### La Seconde Guerre mondiale
Le monument aux morts de Plaudren porte les noms de 11 personnes mortes pour la France pendant la Seconde Guerre mondiale.
Le 13 juin 1944 des résistants FFI du bataillon d'Auray engagés dans les combats du maquis de Saint-Marcel, qui se trouvaient dans le village de Saint-Bily, furent attaqués par trois cents soldats géorgiens des forces supplétives allemandes. La plupart purent fuir, mais trois d'entre eux furent tués et un quatrième fut fait prisonnier et mourut en déportation.
Joseph Dano, agriculteur au Cosquer, qui hébergeait des parachutistes, vit sa ferme encerclée par des miliciens du Bezen Perrot et des soldats allemands ; il fut fusillé le 29 juin 1944 ainsi que trois parachutistes des Forces françaises de l'intérieur qu'il cachait.

## Politique et administration
| Période                                  | Période                       | Identité                        | Étiquette             | Qualité                                                                                          |
| ---------------------------------------- | ----------------------------- | ------------------------------- | --------------------- | ------------------------------------------------------------------------------------------------ |
| Les données manquantes sont à compléter. |                               |                                 |                       |                                                                                                  |
| mai 1896                                 |                               | Charles Marrier de La Gatinerie | Conservateur          | Ancien officier, propriétaire du château de Nédo Conseiller général de Grand-Champ (1899 → 1913) |
| Les données manquantes sont à compléter. |                               |                                 |                       |                                                                                                  |
| janvier 1913                             |                               | Jean Marie Guhur                |                       |                                                                                                  |
| août 1915                                | décembre 1919                 | Joachim Le Ray                  |                       |                                                                                                  |
| décembre 1919                            | mai 1945                      | Mathurin Le Fillior             |                       | Juge de paix suppléant                                                                           |
| mai 1945                                 | octobre 1947                  | Joseph Le Boursicaut            |                       | Commerçant                                                                                       |
| octobre 1947                             | mars 1959                     | Joachim Josse                   |                       |                                                                                                  |
| mars 1959                                | mars 1983                     | Jean-Baptiste Thébaud           | UNR puis UDR puis DVD | Ancien résistant Conseiller général de Grand-Champ (1958 → 1976)                                 |
| mars 1983                                | 29 mars 1989                  | Victor Fontaine                 |                       | Général de brigade                                                                               |
| 29 mars 1989                             | 21 mars 2008                  | Jeannine Boyer                  | DVD                   | Clerc de notaire, maire honoraire Vice-présidente de la CC du Loc'h                              |
| 21 mars 2008                             | 23 mai 2020                   | Patrick Parisot                 | UDI                   | Retraité de l'aviation civile                                                                    |
| 23 mai 2020                              | En cours (au 19 janvier 2021) | Nathalie Le Luherne             | DVD                   | Conseillère sociale, ancienne première adjointe 11e vice-présidente GMVA (2020 → )               |

## Démographie
En 1864, la commune est scindée pour la création de Locqueltas.
L'évolution du nombre d'habitants est connue à travers les recensements de la population effectués dans la commune depuis 1793. Pour les communes de moins de 10 000 habitants, une enquête de recensement portant sur toute la population est réalisée tous les cinq ans, les populations de référence des années intermédiaires étant quant à elles estimées par interpolation ou extrapolation. Pour la commune, le premier recensement exhaustif entrant dans le cadre du nouveau dispositif a été réalisé en 2005.

En 2022, la commune comptait 1 970 habitants, en évolution de +2,82 % par rapport à 2016 (Morbihan : +3,82 %, France hors Mayotte : +2,11 %).
| 1793  | 1800  | 1806  | 1821  | 1831  | 1836  | 1841  | 1846  | 1851  |
| ----- | ----- | ----- | ----- | ----- | ----- | ----- | ----- | ----- |
| 2 102 | 2 300 | 2 250 | 2 208 | 1 818 | 2 150 | 2 063 | 2 323 | 2 403 |

| 1856  | 1861  | 1866  | 1872  | 1876  | 1881  | 1886  | 1891  | 1896  |
| ----- | ----- | ----- | ----- | ----- | ----- | ----- | ----- | ----- |
| 2 301 | 2 317 | 1 675 | 1 670 | 1 665 | 1 749 | 1 685 | 1 723 | 1 856 |

| 1901  | 1906  | 1911  | 1921  | 1926  | 1931  | 1936  | 1946  | 1954  |
| ----- | ----- | ----- | ----- | ----- | ----- | ----- | ----- | ----- |
| 1 855 | 1 907 | 1 894 | 1 808 | 1 778 | 1 770 | 1 784 | 1 591 | 1 503 |

| 1962  | 1968  | 1975  | 1982  | 1990  | 1999  | 2005  | 2006  | 2010  |
| ----- | ----- | ----- | ----- | ----- | ----- | ----- | ----- | ----- |
| 1 428 | 1 315 | 1 275 | 1 423 | 1 440 | 1 448 | 1 587 | 1 622 | 1 617 |

| 2015  | 2020  | 2022  | - | - | - | - | - | - |
| ----- | ----- | ----- | - | - | - | - | - | - |
| 1 896 | 1 957 | 1 970 | - | - | - | - | - | - |

## Lieux et monuments
- l'église Saint-Bily ;
- la croix de Saint-Bily ;
- le château du Nedo date du XIXe siècle, il est inscrit à l'inventaire général du patrimoine culturel[39] ;
- le manoir de Kerscoup date des XVIIe et XVIIIe siècles, il est inscrit à l'inventaire général du patrimoine culturel[40] ;
- le manoir de Kergolher date du XVIIe siècle, il est inscrit à l'inventaire général du patrimoine culturel[41] ;
- le manoir de Kergurion date du XVIe siècle, il est inscrit à l'inventaire général du patrimoine culturel[42] ;
- le manoir de Kervazy date du XVIe siècle, il est inscrit à l'inventaire général du patrimoine culturel[43],[44] ;
- le manoir de Luhan date du XVIIe siècle, il est inscrit à l'inventaire général du patrimoine culturel[45] ;
- le manoir de Penvern date des XVIe et XIXe siècles, il est inscrit à l'inventaire général du patrimoine culturel[46].

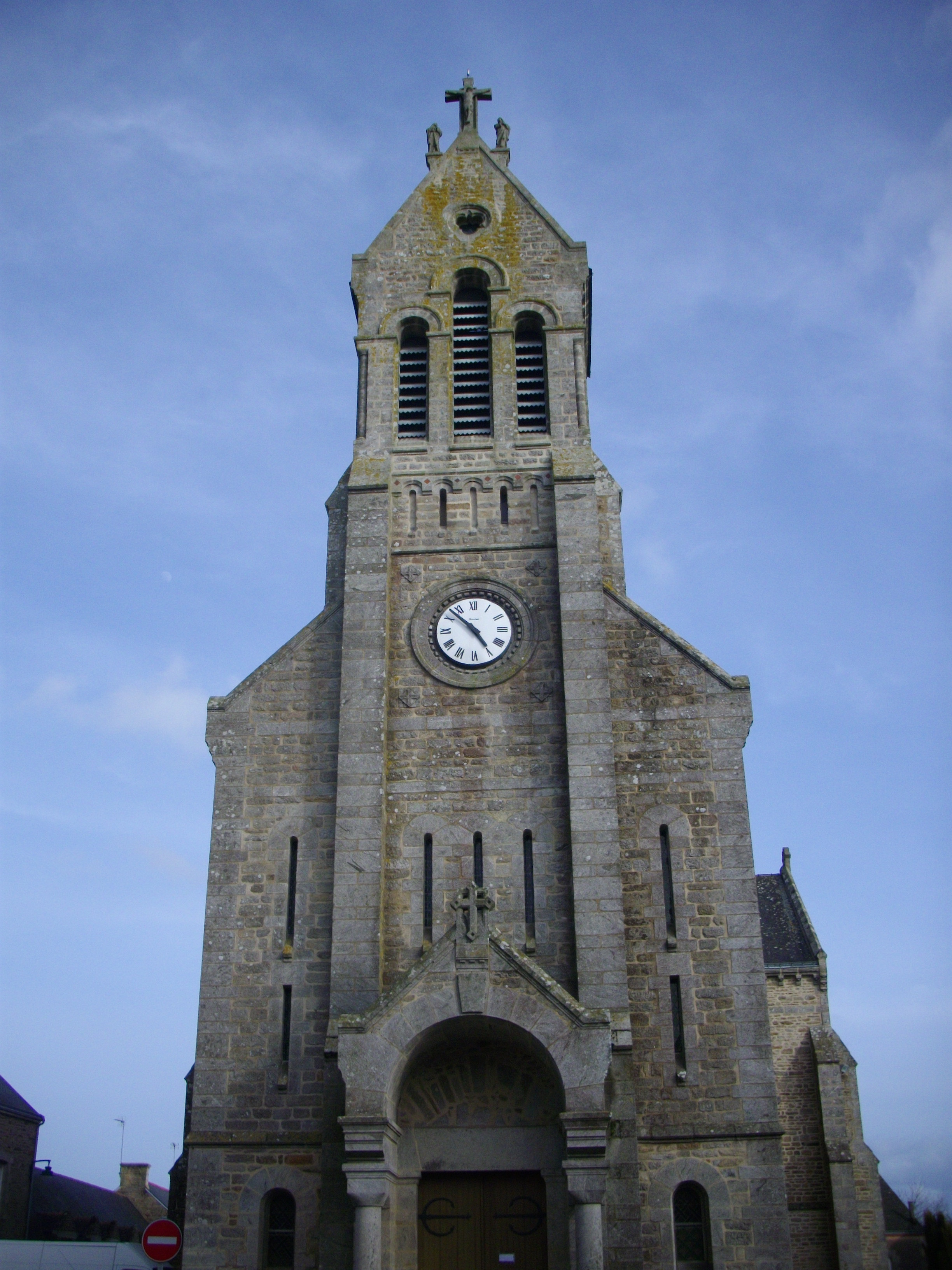
Le clocher de l'église Saint-Bily.
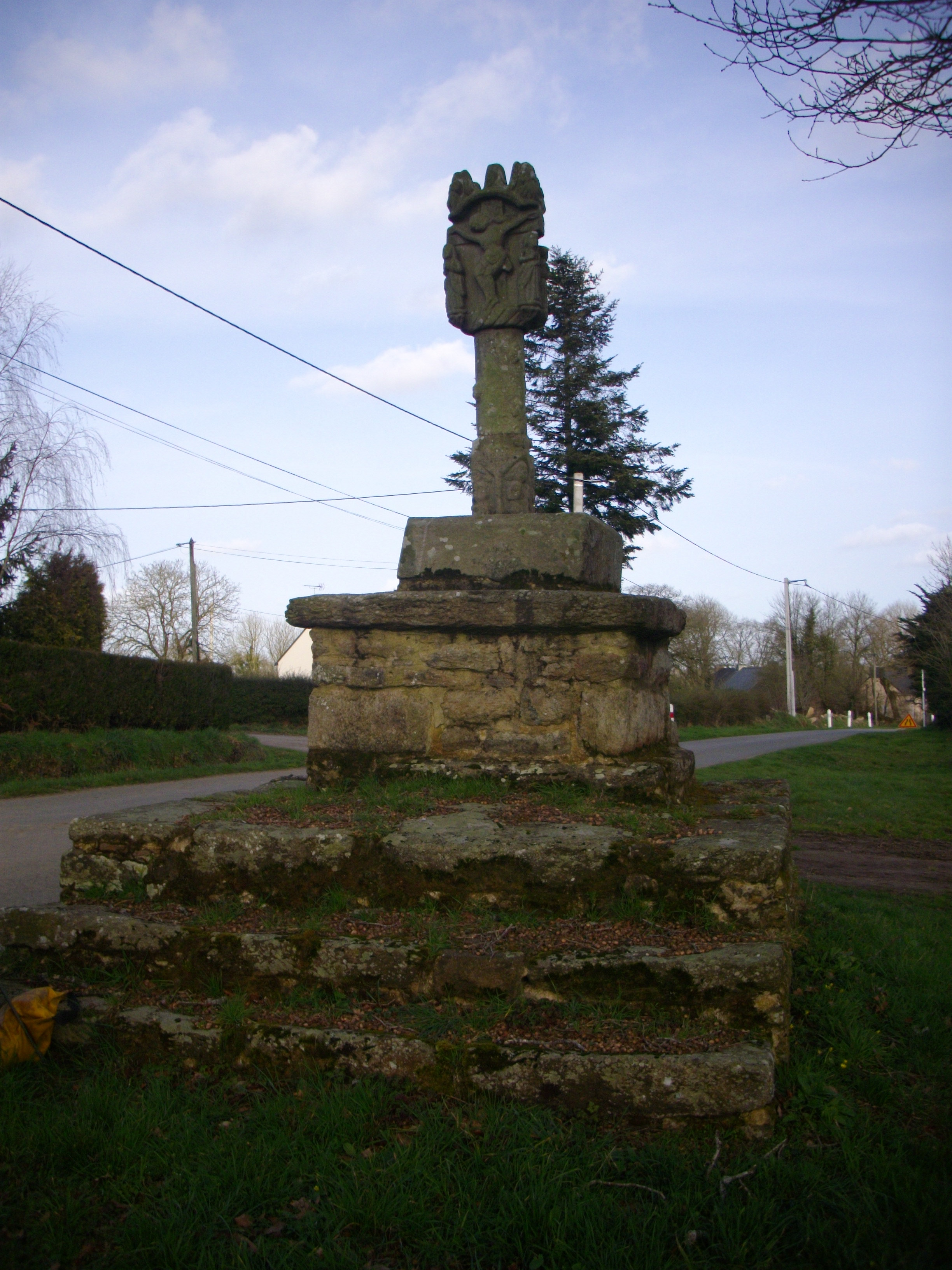
La croix de Saint-Bily.
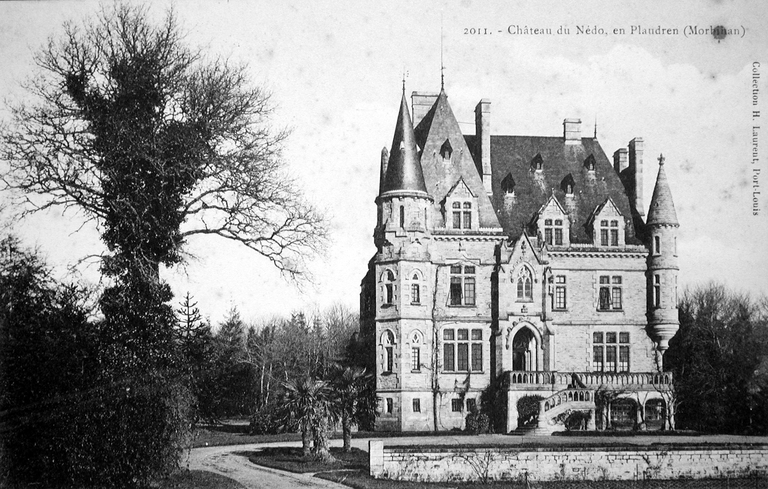
Château du Nedo, carte postale ancienne de la collection personnelle de Manuel Rafael Garcia-Mansilla.

## Personnalités liées à la commune
- Famille de Sérent ;
- Laurent Madouas : coureur cycliste français de 1989 à 2001.

## Jumelages
Plaudren est jumelée avec:
- Botley dans le Hampshire, en Angleterre.